# Woodside Park
Woodside Park – naziemna stacja metra londyńskiego położona w dzielnicy Barnet. Leży na trasie jednego z północnych odgałęzień Northern Line. Stacja powstała w 1872 jako część sieci kolejowej. W 1940 przejęło ją metro. Obecnie korzysta z niej ok. 2,20 mln pasażerów rocznie. Należy do czwartej strefy biletowej.